# Sandrine Mauron
Sandrine Mauron (Yverdon-les-Bains, 19 dicembre 1996) è una calciatrice svizzera, attaccante del Servette Chênois e della nazionale svizzera.

## Carriera

### Club
Mauron inizia la sua attività agonistica giovanissima, tesserandosi nel 2005 per il Grandson-Tuileries, società con la quale gioca per le sue formazioni giovanili fino al 2010, anno in cui si trasferisce all'Yverdon, sua prima squadra interamente femminile, per disputare i campionati giovanili di categoria.
Negli anni successivi passa più volte tra le due società venendo inserita in rosa con le squadre titolari.
Dall'estate 2014 si trasferisce allo Zurigo, iniziando un sodalizio che durerà cinque stagioni, durante le quali colleziona quattro titoli di campione di Svizzera, quattro Coppe Svizzera, e avendo inoltre l'opportunità di esordire in UEFA Women's Champions League dalla stagione 2014-2015.
Durante la sessione estiva 2019 di calciomercato l'1. FFC Francoforte annuncia il suo trasferimento al club tedesco, passando l'anno dopo all'Eintracht Francoforte
Dopo due stagioni all'Eintracht è tornata in Svizzera, trasferendosi al Servette Chênois.

## Statistiche

### Presenze e reti nei club
Statistiche aggiornate al 15 maggio 2022.
| Stagione                     | Squadra                      | Campionato                   | Campionato | Campionato | Coppe nazionali | Coppe nazionali | Coppe nazionali | Coppe internazionali | Coppe internazionali | Coppe internazionali | Altre coppe | Altre coppe | Altre coppe | Totale | Totale |
| Stagione                     | Squadra                      | Comp                         | Pres       | Reti       | Comp            | Pres            | Reti            | Comp                 | Pres                 | Reti                 | Comp        | Pres        | Reti        | Pres   | Reti   |
| ---------------------------- | ---------------------------- | ---------------------------- | ---------- | ---------- | --------------- | --------------- | --------------- | -------------------- | -------------------- | -------------------- | ----------- | ----------- | ----------- | ------ | ------ |
| 2012-2013                    | Yverdon                      | LNA                          | ?          | 0          | CS              | ?               | ?               |                      | -                    | -                    |             | -           | -           | ?      | ?      |
| 2013-2014                    | Yverdon                      | LNA                          | ?          | ?          | CS              | ?               | ?               |                      | -                    | -                    |             | -           | -           | ?      | ?      |
| Totale Yverdon               | Totale Yverdon               | Totale Yverdon               | ?          | ?          |                 | ?               | ?               |                      | -                    | -                    |             | -           | -           | ?      | ?      |
| 2014-2015                    | Zurigo                       | LNA                          | ?          | 0          | CS              | ?               | ?               | UWCL                 | 3                    | 0                    |             | -           | -           | 3+     | 0+     |
| 2015-2016                    | Zurigo                       | LNA                          | 13+4       | 1          | CS              | 0               | 0               | UWCL                 | 0                    | 0                    |             | -           | -           | 17     | 1      |
| 2016-2017                    | Zurigo                       | LNA                          | ?          | 0          | CS              | ?               | ?               | UWCL                 | 6                    | 1                    |             | -           | -           | 6+     | 1+     |
| 2017-2018                    | Zurigo                       | LNA                          | ?          | 0          | CS              | ?               | ?               | UWCL                 | 3                    | 0                    |             | -           | -           | 3+     | 0+     |
| 2018-2019                    | Zurigo                       | LNA                          | ?          | 0          | CS              | ?               | ?               | UWCL                 | 1                    | 0                    |             | -           | -           | 1+     | 0+     |
| Totale Zurigo                | Totale Zurigo                | Totale Zurigo                | 17+        | 1+         |                 | 5               | 1               |                      | 13                   | 1                    |             | -           | -           | 35+    | 3+     |
| 2019-2020                    | 1. FFC Francoforte           | BL                           | 22         | 1          | CG              | 2               | 0               | -                    | -                    | -                    |             | -           | -           | 24     | 1      |
| 2020-2021                    | Eintracht Francoforte        | BL                           | 13         | 0          | CG              | 3               | 1               | -                    | -                    | -                    |             | -           | -           | 16     | 1      |
| 2021-2022                    | Eintracht Francoforte        | BL                           | 21         | 1          | CG              | 2               | 1               | -                    | -                    | -                    |             | -           | -           | 23     | 2      |
| Totale Eintracht Francoforte | Totale Eintracht Francoforte | Totale Eintracht Francoforte | 34         | 1          |                 | 5               | 2               |                      | 13                   | 1                    |             | -           | -           | 39     | 3      |
| Totale carriera              | Totale carriera              | Totale carriera              | 56         | 2          |                 | 12              | 3               |                      | 13                   | 1                    |             | -           | -           | 81+    | 7+     |

## Palmarès

### Club
- Campionato svizzero: 5

Zurigo: 2014-2015, 2015-2016, 2017-2018, 2018-2019
Servette Chênois: 2023-2024
- Coppa Svizzera: 6

Zurigo: 2014-2015, 2015-2016, 2017-2018, 2018-2019
Servette Chênois: 2022-2023, 2023-2024

### Nazionale
- Cyprus Cup: 1

2017